# تومي أرمسترونغ (سياسي)
تومي أرمسترونغ (بالإنجليزية: Tommy Armstrong)‏ هو لاعب دوري الرغبي ونقابي ومهندس وملاكم وسياسي نيوزلندي، ولد في 17 مايو 1902، وتوفي في 21 نوفمبر 1980. حزبياً، نشط في حزب العمال النيوزيلندي. وقد انتخب عضو مجلس النواب النيوزيلندي.